# Sternacanthus unifasciatus
Sternacanthus unifasciatus là một loài bọ cánh cứng trong họ Cerambycidae.